# خط ۱۰ متروی تهران
خط ۱۰ مترو تهران یکی از خطوط مترو طراحی شده جدید در شهر تهران است که ساخت آن از شهریور ۱۳۹۹ آغاز و عملیات اجرایی آن در ۲۲ اردیبهشت ۱۴۰۰ شروع شد. در ۲۳ تیر ۱۴۰۱ نیز عملیات احداث دو ایستگاه دریاچه چیتگر و میدان اتریش آغاز شد.
این خط ۴۳ کیلومتر امتداد خواهد داشت و با بیشتر خطوط متروی تهران (خط ۱ و ۳ تا ۷) به غیر از خط ۲ متروی تهران، خط ۸ متروی تهران و خط ۱۱ متروی تهران تقاطع خواهد داشت و از ایستگاه متروی فلکه سجادیه (سوم تهرانپارس) واقع در فلکه سوم تهرانپارس و متقاطع با توسعه شرقی خط ۴ متروی تهران شروع و پس از عبور از محله قنات کوثر و طی بزرگراه شهید باقری بسمت شمال و بزرگراه شهیدبابایی به سمت غرب در ایستگاه مترو نوبنیاد با خط ۳ مترو تهران متقاطع، ادامه مسیر در بزرگراه صدر متقاطع با ایستگاه مترو شهید صدر از خط ۱ مترو تهران، عبور از بزرگراه مدرس، چهارراه پارک وی، بزرگراه شهید چمران، نمایشگاه بین‌المللی، میدان کاج، خیابان سرو، متقاطع با ایستگاه ابتدایی بخش غربی خط ۷ مترو تهران به نام ایستگاه مترو میدان کتاب، بلوار کوهستان بسمت بزرگراه نیایش متمایل و در امتداد بزرگراه آبشناسان، شهران و بلوار کوهسار، متقاطع با خط ۶ مترو تهران در ایستگاه مترو شهدای کن (در حال ساخت)، در حوالی ضلع جنوب غربی بزرگراه شهید همت و بزرگراه آیت‌الله مهدوی کنی با خط ۹ متروی تهران متقاطع شده و بسمت غرب در منطقه ۲۲ از خیابان یاس نهم، میدان اتریش، بنفشه نهم، سروستان نهم، بلوار علامه محمد قزوینی، بلوار شهید جوزانی و ضلع شمالی دریاچه شهدای خلیج فارس (چیتگر) و امتداد آن بسمت ایران مال و شهرک شهید خرازی در نهایت به ایستگاه مترو وردآورد از خط ۵ متروی تهران متصل خواهد شد.

## ویژگی‌ها
خط ۱۰ مترو به طول ۴۳ کیلومتر و با ۳۵ ایستگاه، شمالی‌ترین خط پیشنهادی برای متروی تهران است که از ایستگاه وردآورد در میانه خط ۵ مترو شروع می‌شود، از محدوده‌های شمالی بزرگراه نیایش و صدر به سمت شرق امتداد می‌یابد و ایستگاه انتهایی آن در فلکه سوم تهرانپارس خواهد بود. این خط نیز با تمام خطوط شمالی- جنوبی متروی تهران تبادل سفر دارد.
مشخصات خط ۱۰ متروی تهران
| عنوان                    | توضیحات                              |
| ------------------------ | ------------------------------------ |
| طول مسیر                 | ۴۳ کیلومتر                           |
| تعداد ایستگاه            | ۳۵                                   |
| طول سکو                  | ۱۴۰                                  |
| عرض سکو                  | ۴                                    |
| عرض ایستگاه              | ۱۴                                   |
| تعداد تقاطع با خطوط دیگر | ۷ تقاطع با خطوط ۱، ۳، ۴، ۵، ۶، ۷ و ۹ |

## تاریخچه
عملیات احداث خط ۱۰ مترو پس از چندین سال مطالعه و تصویب در مراجع مختلف از جمله شورای اسلامی شهر تهران، شهرداری تهران، شورای ترافیک شهر تهران، استانداری تهران، وزارت کشور، شورای عالی ترافیک کشور و هیئت دولت در شهریور ماه ۱۳۹۹ در محل نمایشگاه بین‌المللی تهران در بزرگراه شهید چمران آغاز شد.

## ایستگاه‌ها
در خط ۱۰ مترو ۳۵ ایستگاه طراحی شده‌است.
| ایستگاه‌ها                 | تقاطع‌ها | آدرس                                                                                    | وضعیت   |
| ------------------------- | ------- | --------------------------------------------------------------------------------------- | ------- |
| ایستگاه متروی فلکه سجادیه |         | فلکه سوم تهرانپارس                                                                      | غیرفعال |
| بوستان پلیس               |         | بزرگراه شهید زین الدین ، روبروی فلکه چهارم تهرانپارس ، خیابان توحید ، مجاور بوستان پلیس | غیرفعال |
| مجید آباد                 |         | بالای بلوار استقلال و خیابان توحید ، نرسیده به شهرک پارس                                | غیرفعال |
| شهید بابایی               |         | بزرگراه شهید بابایی، تقاطع با شهید باقری                                                | غیرفعال |
| هنگام                     |         | بزرگراه شهید بابایی، تقاطع با بلوار هنگام                                               | غیرفعال |
| لویزان                    |         | بزرگراه شهید بابایی، تقاطع با بلوار نیروی زمینی ارتش                                    | غیرفعال |
| ازگل                      |         | بزرگراه شهید بابایی، نرسیده به تقاطع بزرگراه امام علی                                   | غیرفعال |
| نوبنیاد                   |         | میدان نوبنیاد قبل از پل تقاطع بزرگراه شهید صدر و خیابان پاسداران                        | غیرفعال |
| اختیاریه                  |         | بزرگراه شهید صدر نرسیده به خیابان دیباجی                                                | غیرفعال |
| چیذر                      |         | بزرگراه شهید صدر، مابین تقاطع خیابان چیذر و پل بلوار قیطریه                             | غیرفعال |
| کاوه                      |         | بزرگراه شهید صدر؛ تقاطع با بلوار کاوه                                                   | غیرفعال |
| شهید صدر                  |         | خیابان شریعتی بالاتر از پل بزرگراه صدر                                                  | غیرفعال |
| الهیه                     |         | بزرگراه مدرس، تقاطع الهیه و بلوار نلسون ماندلا                                          | غیرفعال |
| پارک وی                   |         | خیابان ولیعصر ، پل تقاطع بزرگراه مدرس و شهید چمران                                      | غیرفعال |
| نمایشگاه بین‌المللی        |         | بزرگراه شهید چمران، داخل نمایشگاه بین‌المللی تهران                                       | غیرفعال |
| آتی‌ساز                    |         | بزرگراه شهید چمران، شهرک آتی ساز، خیابان شهید شاپور سوری                                | غیرفعال |
| میدان فرهنگ               |         | سعادت آباد، خیابان سرو شرقی، میدان فرهنگ                                                | غیرفعال |
| سعادت‌آباد                 |         | خیابان سرو، تقاطع بلوار سعادت آباد                                                      | غیرفعال |
| شهید پاک نژاد             |         | سعادت آباد، خیابان سرو، تقاطع بلوار شهید پاک نژاد                                       | غیرفعال |
| میدان کتاب                |         | سعادت آباد، خیابان سرو غربی، میدان کتاب                                                 | غیرفعال |
| آیت الله هاشمی رفسنجانی   |         | بزرگراه شهید آبشناسان، تقاطع بزرگراه شهید اشرفی اصفهانی                                 | غیرفعال |
| انصار المهدی              |         | بزرگراه شهید آبشناسان، تقاطع بلوار سردار جنگل                                           | غیرفعال |
| آبشناسان                  |         | بزرگراه شهید آبشناسان، تقاطع خیابان ایران شهر و مرکز معاینه فنی                         | غیرفعال |
| جنت آباد                  |         | بزرگراه شهید آبشناسان، بین بلوار مبعث و بزرگراه شهید باکری                              | غیرفعال |
| شهدای کن                  |         | تقاطع بزرگراه شهید آبشناسان و بلوار کوهسار                                              | غیرفعال |
| دهکده المپیک              |         | شمال بزرگراه شهید همت ، انتهای بلوار دهکده المپیک                                       | غیرفعال |
| آیت‌الله مهدوی کنی         | خط ۹    | اتنهای بزرگراه آیت الله مهدوی کنی و پل همت                                              | غیرفعال |
| میدان اتریش               |         | بنفشه نهم شمالی، بین میدان اتریش و گلفام، پارک صنوبر (محله گلستان)                      | غیرفعال |
| کاشان                     |         | شهرک گلستان غربی؛ تقاطع بلوار کاشان و قائم نهم                                          | غیرفعال |
| جوزانی                    |         | شهید جوزانی؛ ابتدای بلوار شهید جوزانی                                                   | غیرفعال |
| دریاچه چیتگر              |         | شمال دریاچه خلیج فارس، میدان دریاچه                                                     | غیرفعال |
| ایران مال                 |         | بزرگراه شهید خرازی، بلوار طبیعت، مجتمع ایران مال                                        | غیرفعال |
| پژوهش                     |         | بزرگراه شهید خرازی، بلوار پژوهش                                                         | غیرفعال |
| اردستانی                  |         |                                                                                         | غیرفعال |
| وردآورد                   |         | کیلومتر ۱۶ آزادراه تهران-کرج، خیایان داروپخش، بلوار اردستانی                            | غیرفعال |